# Em Lugares Incertos
Em Lugares Incertos é o sexto álbum de estúdio, em formato mini LP, da banda portuguesa de rock UHF. Editado em novembro de 1988 pela Edisom.
Poucos meses depois da edição de Noites Negras de Azul (1988), marcado pela forte sonoridade rock, os UHF experimentaram o recurso à caixa de ritmos com a edição de Em Lugares Incertos. São cinco novas canções em que se começou a notar a presença do teclista convidado, Renato Júnior. O baixista Pedro de Faro também foi convidado a participar nessa edição.
No ano de 1988, os UHF comportaram dois álbuns numa só digressão repleta de concertos. Um período em que dois acidentes quase roubaram a vida ao líder da banda. No mês de janeiro de 1989, realizaram um concerto no mítico clube Rock Rendez-Vous, que seria o último grande espetáculo com a sala esgotada antes do seu encerramento definitivo. Esse concerto foi transmitido em direto pela estação de rádio RFM.
Na celebração dos vinte anos do lançamento, Em Lugares Incertos foi reeditado em disco compacto, em 2008, pela AM.RA Discos. Incluí as canções do maxi single "Hesitar" (1989) e dois inéditos de 1987: "Antes Que Eu Parta" e "Irei Contigo".[carece de fontes?]

## Lista de faixas
O mini álbum de vinil (mini LP) é composto por cinco faixas em versão padrão. António Manuel Ribeiro é compositor em todas elas.[carece de fontes?]
| Lado A |                          |                    |         |  |
| N.º    | Título                   | Compositor(es)     | Duração |  |
| 1.     | "Ferir Até à Dor"        | António M. Ribeiro | 3:42    |  |
| 2.     | "(Fogo) Tanto Me Atrais" | António M. Ribeiro | 3:20    |  |
| 3.     | "Coisa Boa"              | António M. Ribeiro | 4:35    |  |

| Lado B         |                         |                    |         |  |
| N.º            | Título                  | Compositor(es)     | Duração |  |
| 1.             | "Foi a Dois (e morreu)" | António M. Ribeiro | 3:49    |  |
| 2.             | "De Um Artista"         | António M. Ribeiro | 5:02    |  |
| Duração total: | Duração total:          | Duração total:     | 19:48   |  |

| Reedição 2008  |                                                |                    |         |  |
| N.º            | Título                                         | Compositor(es)     | Duração |  |
| 1.             | "Ferir Até à Dor"                              | António M. Ribeiro | 3:42    |  |
| 2.             | "(Fogo) Tanto Me Atrais"                       | António M. Ribeiro | 3:20    |  |
| 3.             | "Coisa Boa"                                    | António M. Ribeiro | 4:35    |  |
| 4.             | "Foi a Dois (e morreu)"                        | António M. Ribeiro | 3:49    |  |
| 5.             | "De Um Artista"                                | António M. Ribeiro | 5:02    |  |
| 6.             | "Hesitar" (máxi single Hesitar)                | António M. Ribeiro | 4:17    |  |
| 7.             | "Esta Mentira à Solta" (máxi single Hesitar)   | António M. Ribeiro | 3:48    |  |
| 8.             | "(Fogo) Tanto Me Atrais" (máxi single Hesitar) | António M. Ribeiro | 4:20    |  |
| 9.             | "Antes Que Eu Parta" (inédito)                 | António M. Ribeiro | 4:35    |  |
| 10.            | "Irei Contigo" (inédito)                       | António M. Ribeiro | 3:34    |  |
| Duração total: | Duração total:                                 | Duração total:     | 39:02   |  |

## Membros da banda
- António Manuel Ribeiro (vocal e guitarra) [1]
- Rui Rodrigues (guitarra) [1]
- Xana Sin (baixo e vocal de apoio) [1]
- Luís Espírito Santo (bateria) [1]

Convidados
- Renato Gomes (guitarra solo)
- Pedro de Faro (baixo) [3]
- Fernando Delaere (baixo)
- Rui Beat Velez (bateria)
- Luís San Payo (bateria)
- Gil (teclas)
- Renato Júnior (teclas e saxofone) [3]